# Dendrophilus opacus
Dendrophilus opacus es una especie de coleóptero de la familia Histeridae.

## Distribución geográfica
Habita en América del Norte.